# Stefan Charles

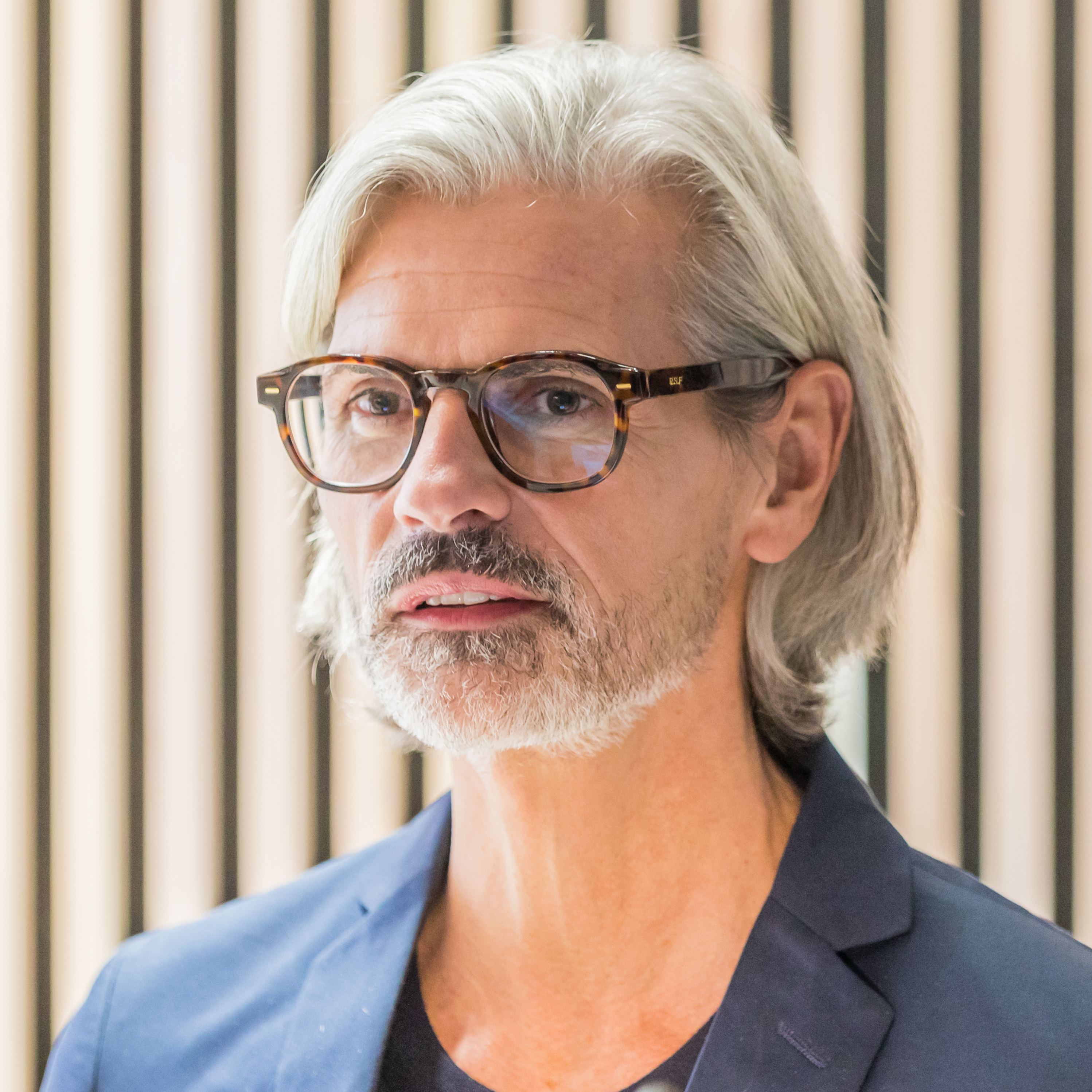
Stefan Charles, 2021

Stefan Charles (* 16. Juni 1967 als Stefan Wittwer in Kerzers) ist ein Schweizer Kulturmanager und seit 1. Oktober 2021 Beigeordneter für Kunst und Kultur der Stadt Köln.

## Werdegang
Charles war in seiner Jugend Musiker und absolvierte nach seiner Schulzeit das Lehrerseminar. An das berufsbegleitende Masterstudium für Design & Kunst im Kulturmanagement an der Hochschule Luzern hängte er ein postgraduales Studium in Unternehmensführung an der Universität Zürich an. An der Columbia Business School in New York besuchte er das Executive Program in Digital Marketing Strategy.
Beruflich ging Charles anschließend in die Musikproduktion und wurde nacheinander Creative Direktor im Musikverlag der EMI Music in Berlin, Geschäftsführer im Zürcher Rohstofflager und Dozent und Abteilungsleiter Produktion an der Zürcher Hochschule der Künste. Von 2011 bis 2020 war er kaufmännischer Direktor am Kunstmuseum Basel und dort für die Neuausrichtung des Museums und die Abwicklung des Neubaus verantwortlich. Vom 1. Januar 2017 bis April 2020 war Charles in der Nachfolge von Nathalie Wappler Abteilungsleiter Kultur beim Schweizer Radio und Fernsehen (SRF) und damit verantwortlich für Radio SRF 2 Kultur, das Dokumentarfilm-Angebot, die fiktionalen Eigenproduktionen und die Kulturplattform im Internet. Ferner verantwortete er die Neuausrichtung des SRF am neuen Standort in Basel und war Mitglied der Geschäftsleitung des SRF. Sein besonderes Anliegen galt der Film-, Musik- und Literaturförderung. Nachfolgerin als SRF-Kultur-Chefin wurde Susanne Wille.
Seit 2014 hat Charles an der Universität Zürich einen Lehrauftrag.
Die Kölner Oberbürgermeisterin Henriette Reker schlug Charles am 23. August 2021 dem Rat der Stadt als neuen Beigeordneten für das Dezernat Kunst und Kultur in der Nachfolge von Susanne Laugwitz-Aulbach vor. Dort wurde Charles mit großer Mehrheit gewählt und trat sein Amt nach Einholung der Zustimmung der Bezirksregierung Köln zu seiner Wahl am 1. Oktober 2021 an. 2022 war Charles maßgebend an den Verhandlungen mit nigerianischen Vertretern über die Restitution der sogenannten Benin-Bronzen beteiligt, von denen das Kölner Rautenstrauch-Joest-Museum mit 96 Stücken eine der vier umfangreichsten Sammlungen in Deutschland besitzt. Für die acht städtischen Museen der Stadt Köln möchte Charles ein Zentraldepot installieren, damit eine angemessene Unterbringung der bislang auf 15 Depothallen im Stadtgebiet verteilten Exponate langfristig gesichert werden kann.
Stefan Charles gilt unter seinem Geburtsnamen Stefan Wittwer als Komponist der Debütsingle „Bum“ der Erfurter Sängerin Yvonne Catterfeld aus dem Jahr 2001. Er selbst bestätigt die Identität auf Nachfragen nicht ausdrücklich und will erst nach seinem Karriereende dazu Stellung nehmen.
Charles ist verheiratet und lebte bis 2021 in Zürich und Basel. In Köln wohnt er in der Nähe des innerstädtischen Neumarkts.

## Auszeichnungen
- 2012 wurde die von Charles lancierte Internet-Plattform kulturkritik.ch mit dem Greulich-Kulturpreis für herausragendes Schaffen im Schweizer Kulturjournalismus ausgezeichnet.[16]

## Publikationen
- Hrsg. mit Philippe Bischof: The Making of. Neubau Kunstmuseum Basel. Christoph Merian, Basel 2016, ISBN 978-3-85616-808-7.

## Einzelbelege
1. ↑  Andreas Tobler: Der Chef einer der grössten SRF-Abteilungen geht. In: Der Bund, 4. Februar 2020, abgerufen am 17. August 2021.
2. ↑  3sat: Pressetreff (undatiert), abgerufen am 16. August 2021.
3. 1 2  Denise Bucher, Christian Jungen: SRF-Kulturchef: «Da muss sich etwas tun». In: Neue Zürcher Zeitung. 9. Dezember 2017, abgerufen am 24. Mai 2024.
4. ↑  SRF Medienportal (undatiert), abgerufen am 16. August 2021.
5. ↑  Simone Winkelhog: Stefan Charles soll das Dezernat für Kunst und Kultur übernehmen. Stadt Köln, Pressemitteilung, 16. August 2021, abgerufen am 14. September 2022.
6. ↑  Nachfolge von Laugwitz-Aulbach: Stefan Charles als neuer Kulturdezernent vorgeschlagen. In: Kölner Stadt-Anzeiger. 16. August 2021, abgerufen am 14. September 2022.
7. ↑  Oliver Görtz: Neuer Kulturdezernent in Köln. Für Stefan Charles zeichnet sich breite Mehrheit ab. In: Kölner Stadt-Anzeiger. 19. August 2021, abgerufen am 14. September 2022.
8. ↑  Oliver Görtz: „Köln ist eine Kulturstadt ersten Ranges“. Stefan Charles zum Kulturdezernenten gewählt. In: Kölner Stadt-Anzeiger. 23. August 2021, abgerufen am 14. September 2022.
9. ↑  Alexander Vogel: Bezirksregierung Köln bestätigt Wahl von Stefan Charles. Stadt Köln, Pressemitteilung, 23. September 2021, abgerufen am 14. September 2022.
10. ↑  Anne Burgmer: Kulturdezernent hat ehrgeizige Pläne: Das hat Stefan Charles in Köln vor. In: Kölner Stadt-Anzeiger. 2. Februar 2022, abgerufen am 14. September 2022.
11. ↑  Sabine Wotzlaw: Rückgabe von Benin-Hofkunstwerken aus Deutschland an Nigeria wird konkreter. Stadt Köln, Pressemitteilung, 29. Juni 2022, abgerufen am 14. September 2022.
12. ↑  Preußen-Stiftung: Rückführung aller Benin-Bronzen an Nigeria. In: Münchner Merkur. 25. August 2022, abgerufen am 14. September 2022.
13. ↑  Wohin mit all der Kunst? Unterwegs im Kunstdepot in Köln. WDR 5 (Westdeutscher Rundfunk) Westblick vom 20. Dezember 2023, abgerufen am 23. Dezember 2023.
14. ↑  Christian Bos, Anne Burgmer, Markus Schwering: Große Erwartungen an Stefan Charles: Man kennt ihn noch nicht, findet ihn aber gut. In: Kölner Stadt-Anzeiger. 17. August 2022, abgerufen am 14. September 2022.
15. ↑  Anne Burgmer: Kulturdezernent Charles: „Wäre ich Künstler, würde ich nach Köln ziehen“. In: Kölner Stadt-Anzeiger, 10. November 2022, abgerufen am selben Tag.
16. ↑  Homepage Greulich Kulturpreis, abgerufen am 16. August 2021.

| Personendaten    | Personendaten           |
| ---------------- | ----------------------- |
| NAME             | Charles, Stefan         |
| KURZBESCHREIBUNG | Schweizer Kulturmanager |
| GEBURTSDATUM     | 16. Juni 1967           |
| GEBURTSORT       | Kerzers                 |